# Die Insel der Perversen
Die Insel der Perversen ist ein Theaterstück von Rosa von Praunheim, das 2024 in den Kammerspielen des Deutschen Theaters in Berlin uraufgeführt wurde. Die Regie führte Heiner Bomhard.

## Handlung
Rosa von Praunheim albträumt in seiner Farce die deutsche Geschichte ein Schrittchen in die Zukunft: Alice Weidel und Sahra Wagenknecht regieren gemeinsam das Land. Das Deutsche Theater in Berlin darf nur noch völkische Stücke aufführen, politisch linksgerichtete und queere Künstler werden auf die sogenannte Insel der Perversen verbannt und dort sich selbst überlassen, während sich die ideologischen Phantasien der Machthaberinnen in Deutschland überschlagen.

## Notizen
Das Stück wurde für das nachtkritik-Theatertreffen 2025 nominiert und im selben Jahr vom Theaterfestival Heidelberger Stückemarkt eingeladen.

## Rezeption
„Eine finsterböse, musikalische Polit-Farce zum Totlachen.“ (Die Deutsche Bühne) Die B.Z. schrieb: „Die vier Schauspieler wechseln im rasanten Tempo und brillant die Charaktere, singen, schwitzen und zeigen, warum Kultur wichtig ist.“ Auf nachtkritik.de war zu lesen: „Ein toller Abend, der zeigt, dass im Wort 'Unterhaltung' auch der Begriff 'Haltung' steckt.“ Deutschlandfunk Kultur befand: „Ein sehr kraftvoller Rosa von Praunheim-Abend am Deutschen Theater in Berlin!“ In der Berliner Morgenpost war zu lesen: „Das anarchistische, witzige, lustvoll chaotische Singspiel schöpft mit vollen Händen aus dem kreativen Fundus. In diesem Bestiarium des Schreckens wohnt immer noch ein fast kindlicher Gegenzauber, das macht den Abend so charmant.“ Auf Jungespublikum.de war zu lesen: „Der begeisterte Schlussapplaus zeigt: Das richtige Stück zur richtigen Zeit.“ Das rbb24 Inforadio resümierte: „Von Praunheims Stück trifft ins Schwarze!“